# The Holy Bible (album)
The Holy Bible je třetí studiové album velšské rockové skupiny Manic Street Preachers. Jeho nahrávání probíhalo ve studiu Sound Space Studios v Cardiffu. Producenty byli členové skupiny se Stevem Brownem a album vyšlo v srpnu 1994 u vydavatelství Epic Records.

## Seznam skladeb
Hudbu složil(i) James Dean Bradfield a Sean Moore, texty napsal(i) Richey Edwards a Nicky Wire.
| Pořadí | Název                                                      | Délka |
| ------ | ---------------------------------------------------------- | ----- |
| 1.     | Yes                                                        | 4:59  |
| 2.     | Ifwhiteamericatoldthetruthforonedayit'sworldwouldfallapart | 3:39  |
| 3.     | Of Walking Abortion                                        | 4:01  |
| 4.     | She Is Suffering                                           | 4:43  |
| 5.     | Archives of Pain                                           | 5:29  |
| 6.     | Revol                                                      | 3:05  |
| 7.     | 4st 7lb                                                    | 5:05  |
| 8.     | Mausoleum                                                  | 4:12  |
| 9.     | Faster                                                     | 3:55  |
| 10.    | This Is Yesterday                                          | 3:58  |
| 11.    | Die in the Summertime                                      | 3:05  |
| 12.    | The Intense Humming of Evil                                | 6:12  |
| 13.    | P.C.P.                                                     | 3:55  |

## Obsazení
- James Dean Bradfield – zpěv, kytara
- Richey James – kytara
- Nicky Wire – baskytara
- Sean Moore – bicí